# زبابة المروج
زبابة المروج (الاسم العلمي: Sorex haydeni) (بالإنجليزية: Prairie Shrew)‏ هي نوع من الثدييات يتبع جنس الزبابة من الفصيلة الزبابات         .	